# Hipólito Lagos
Hipólito Lagos Schmidt (Santiago, 1932) es un empresario chileno de larga trayectoria en el negocio financiero de su país.
Nació del matrimonio conformado por Florencio Hipólito Lagos Glaister y María Guillermina Schmidt Garrido.
Inició su carrera profesional en el Banco Central, donde se desempeñó entre 1950 y 1976. Este último año renunció al cargo de gerente de operaciones e ingresó al Banco O'Higgins. Antes había pasado por de la jefatura de importaciones y la subgerencia de cambios internacionales.
En esta última entidad se desempeñó sucesivamente como asesor de comercio exterior, gerente de la división internacional, gerente de la división comercial y subgerente general, hasta ocupar la gerencia general, en 1985. Posteriormente se unió al Grupo Transáfrica de España, donde ocupó el cargo de gerente de Socimer y, por él, el de presidente de la azucarera chilena Iansa, por espacio de cinco meses, entre 1991 y 1992.
A partir de 1982 se desempeñó como presidente del Comité Exterior de la Asociación de Bancos e Instituciones Financieras y, entre 1978 y 1994, como presidente del Comité Latinoamericano de Comercio Exterior de Felaban.
Contrajo matrimonio con María Germana Olavarrieta Lira y tuvo ocho hijos: María Germana, Alejandra Gabriela, Hipólito Luis, Julio Enrique, Francisco Javier ("Kanki", fallecido 
a manos del cáncer a sus 10 años), María Luisa Guillermina , Pedro Pablo y Carolina Macarena Rosa Lagos Olavarrieta; De ellos, conoció 26 nietos y una bisnieta.